# Mojca Širok
Mojca Širok [mójca šírok], slovenska novinarka in pisateljica; *19. julij 1968, Šempeter pri Gorici.
Je dolgoletna novinarka RTV Slovenija. Trenutno je dopisnica iz Bruslja.

## Življenjepis
Mojca Širok se je rodila v Novi Gorici. Diplomirala je iz slovenskega in italijanskega jezika na ljubljanski Filozofski fakulteti, magistrirala pa iz sociologije kulture.

### Novinarka
Novinarsko kariero je začela kot radijska voditeljica na Radiu Študent, prve novinarske reportaže o sicilijanski mafiji pa je leta 1995 napisala za tednik Mladina.13 let je bila dopisnica iz Italije in Vatikana. Leta 2000 je za Televizijo Slovenija posnela dokumentarni film z naslovom Molk v Palermu, za katerega je prejela medijsko nagrado Gong ustvarjalnosti za najboljšo informativno oddajo. Vodila je informativni oddaji Televizije Slovenija Dnevnik in Odmeve. Leta 2004 in 2005 je prejela medijsko nagrado Viktor za najboljšo voditeljico televizijske informativne oddaje.
Od leta 2016 vodi in ureja zunanjepolitično oddajo TV Slovenija Globus.

### Pisateljica
Leta 2010 je pri založbi Mladinska knjiga izdala knjigo o italijanskih kriminalnih organizacijah Oblast brez obraza  ter pri založbi časnika Finance knjigo o političnem vzponu nekdanjega italijanskega premierja Silvia Berlusconija, Zadnji rimski cesar. Leta 2014 je izdala knjigo Od Benedikta do Frančiška – revolucija v Rimskokatoliški cerkvi. Novembra 2017 je v izdaji tednika Mladina izšla njena biografija papeža Frančiška.
Za svoj leposlovni prvenec, kriminalko Pogodba, je leta 2017 prejela knjižno nagrado modra ptica.

## Dela
- Oblast brez obraza: zgodbe o italijanski mafiji, Ljubljana, Mladinska knjiga (2010) (COBISS) ISBN 978-961-01-2177-0
- Zadnji rimski cesar: razpad italijanskega povojnega strankarskega sistema in politični vzpon Silvia Berlusconija , Ljubljana, Finance (2010) (COBISS) ISBN 978-961-6541-28-2
- Od Benedikta do Frančiška: revolucija v Rimskokatoliški cerkvi, Ljubljana, Mladinska knjiga (2014) (COBISS) ISBN 978-961-01-3511-1
- Papež Frančišek, Ljubljana, Mladina (2017), posebna izdaja časnika Mladina: Biografije pomembnih osebnosti
- Pogodba: kriminalni roman, Ljubljana, Mladina (2017) (COBISS) ISBN 978-961-01-5160-9